# Gărăgău, Teleorman
Gărăgău este un sat în comuna Vârtoape din județul Teleorman, Muntenia, România. Se află în partea de nord a județului,  în Câmpia Găvanu-Burdea. La recensământul din 2002 avea o populație de 845 locuitori. În punctul "Măgura din Luncă" au fost descoperite resturile unei așezări din perioada Eneolitică. Situl arheologic figurează pe lista monumentelor istorice (cod: TR-I-s-B-14204).